# Guilhem Anelier de Tolosa
Guilhem Anelier de Tolosa (...- Pamplona, 1291) fou un trobador occità, de Tolosa de Llenguadoc. Se'n conserva una cançó de gesta sobre la guerra de Navarra. Dels quatre sirventesos conservats a nom seu, hi ha seriosos dubtes que puguin ser atribuïts al mateix autor o més aviat a un autor anterior, homònim.

## Vida
No es tenen moltes dades sobre la vida d'aquest trobador. La cançó sobre la guerra de Navarra (1276-1277) relata fets que ell declara haver presenciat o haver-hi pres part i se sap que morí a Pamplona el 1291 condemnat a mort. El text de la cançó es conserva en un manuscrit de la biblioteca de l'Academia de la Historia de Madrid; consta d'una mica més de 5.000 versos, els darrers molt malmesos i que només es poden llegir parcialment. Fou publicat en el segle xix per Michel però també n'hi ha edició moderna.
Pel que fa als quatre sirventesos, també de tema polític, que es conserven al seu nom, s'han atribuït a un autor del mateix nom (potser un familiar antecessor), ja que sembla que s'haurien de datar ben bé d'una cinquantena d'anys abans. Els arguments de Straub per donar-los una datació més tardana i, per tant, adjudicar cançó de gesta i sirventesos a la mateixa persona, són refutats en l'article de Zambon que els situa poc després del quart concili del Laterà, assenyala la posició política oposada de l'autor de la cançó i el dels sirventesos, i analitza les mencions de personatges històrics que es fan en els sirventesos per concloure que han de ser del primer quart de segle xiii.

## Obra

### Cançó de gesta
- Gesu Crist, qu'es mon paire et vera Trinitatz (cançó sobre la guerra de Navarra)

### Sirventesos
- (204,1)[1] Ara farai, no·m puesc tener (sirventès)
- (204,2) Ar[a] faray, sitot no·m platz (sirventès)
- (204,3) El nom de Dieu, qu'es paire omnipotens (sirventès)
- (204,4) Vera merce[s] e dreitura sofranh (sirventès)

### Repertoris
- Alfred Pillet / Henry Carstens, Bibliographie der Troubadours von Dr. Alfred Pillet […] ergänzt, weitergeführt und herausgegeben von Dr. Henry Carstens. Halle : Niemeyer, 1933 [Guilhem Anelier de Tolosa és el número PC 204]